# Dicranomyia atromaculata
Dicranomyia atromaculata là một loài ruồi trong họ Limoniidae. Chúng phân bố ở miền Australasia.